# The Accusation (film 1914)
The Accusation è un cortometraggio muto del 1914 diretto e interpretato da Harry Myers.

## Produzione
Il film fu prodotto dalla Victor Film Company.

## Distribuzione
Distribuito dall'Universal Film Manufacturing Company, il film - un cortometraggio in due bobine - uscì nelle sale cinematografiche USA il 26 dicembre 1914.